# Cimetière Saint-Matthew
Le cimetière Saint-Matthew est le plus vieux cimetière protestant au Québec. Ouvert en 1772, il est situé dans le quartier Saint-Jean-Baptiste, à Québec,,.  L'endroit est également désigné parc Saint-Matthew depuis sa désacralisation.

## Description
C'est le 9 décembre 1771 qu'est désigné l'emplacement destiné à accueillir le premier cimetière protestant de la Ville de Québec. Thomas Dunn, conseiller de la province de Québec, acquiert le terrain des héritiers de Charles Paul Denis, Sieur de Saint-Simon. 
Le Quebec Protestant Burying Ground reçoit ses premières sépultures en 1772, et on y enterre anglicans, presbytériens et autres protestants. On y retrouve la plus vieille pierre tombale du Québec, celle d'Alexander Cameron, un officier des 78e Frasers Highlanders décédé quelques jours avant la bataille des Plaines d'Abraham. Mort et enterré à Lévis en 1759, sa dépouille y aurait été transférée. Le cimetière est agrandi en 1778 par l'achat d'un terrain contigu.
De 1772 à 1860, entre 6 000 et 10 000 personnes y sont enterrés,. À partir de 1820 et jusqu'en 1860, les résidents du quartier formulent des plaintes vis-à-vis des odeurs désagréables et font signer des pétitions contre ce qu'ils considèrent être un problème de santé publique. Par la suite, les défunts protestants sont enterrés du côté du cimetière Mount Hermon, beaucoup plus spacieux. La majorité des derniers restes humains sont d'ailleurs transférés à cet endroit en 2015.
Le cimetière est cédé par le diocèse anglican de Québec à la Ville de Québec en 1979 et est transformé en parc urbain en 1980. L'église, elle, est transformée en bibliothèque municipale. Des travaux de restauration sont opérés en 2010.

## Personnalités inhumées

### Juridique
- Henry Allcock
- James Stuart

### Politique
- Andrew Stuart
- Jacob Oldham
- James Irvine
- George Irvine

### Autres
- Thomas Allison, beau-père de Philippe Aubert de Gaspé
- William Brown, un des fondateurs de la Gazette de Québec
- Thomas Cary, fondateur du Quebec Mercury
- Thomas Scott, frère de Walter Scott[11]
- Kenelm Chandler

Les ossements d'une vingtaine de soldats de l'armée de Wolfe, morts au couvent des ursulines après la bataille des Plaines d'Abraham furent exhumés des jardins des ursulines et enterrés en 1938 dans une fosse commune dans la partie sud-ouest du cimetière.

## Galerie

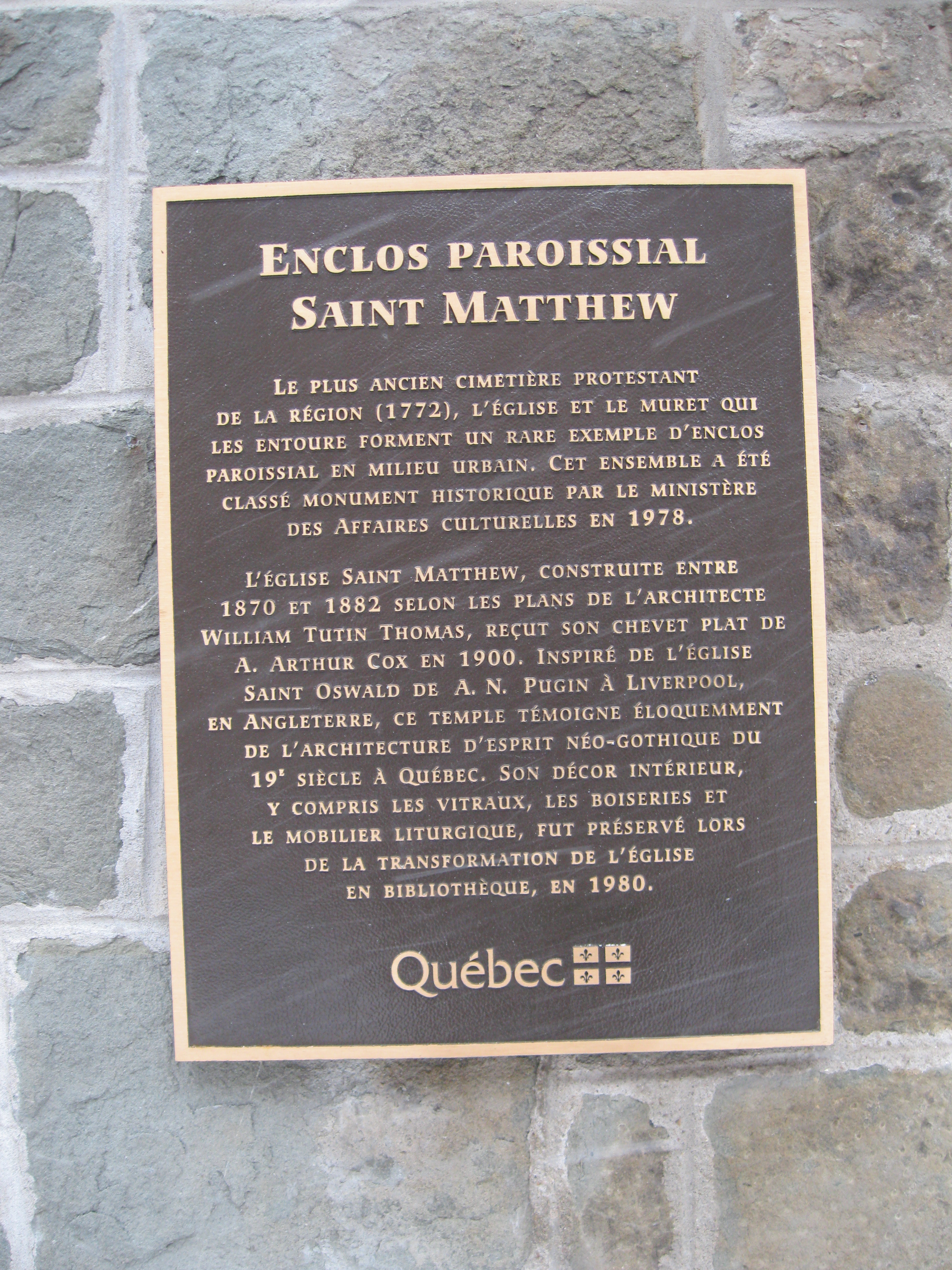
Plaque commémorative
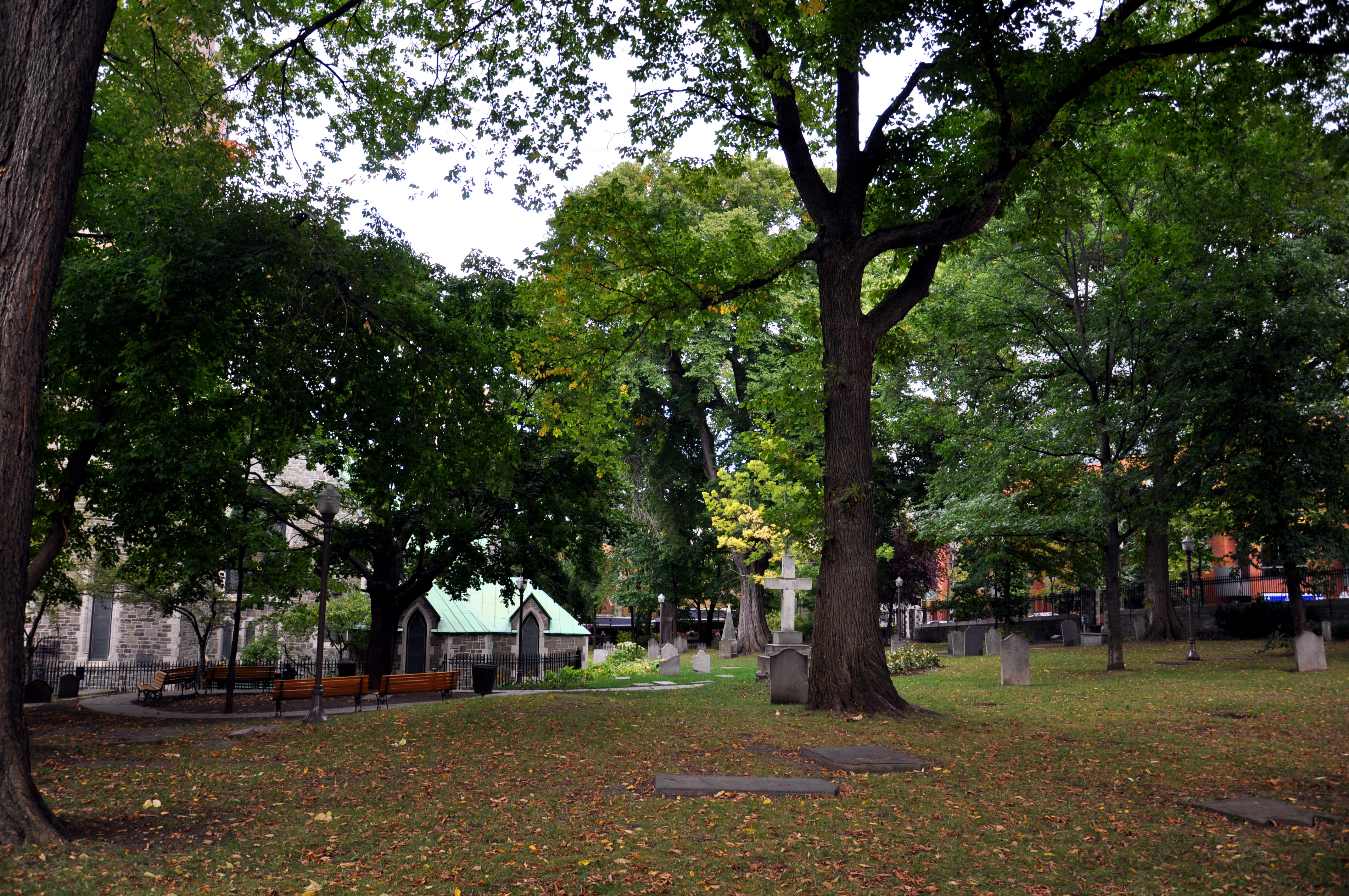
Vue du cimetière
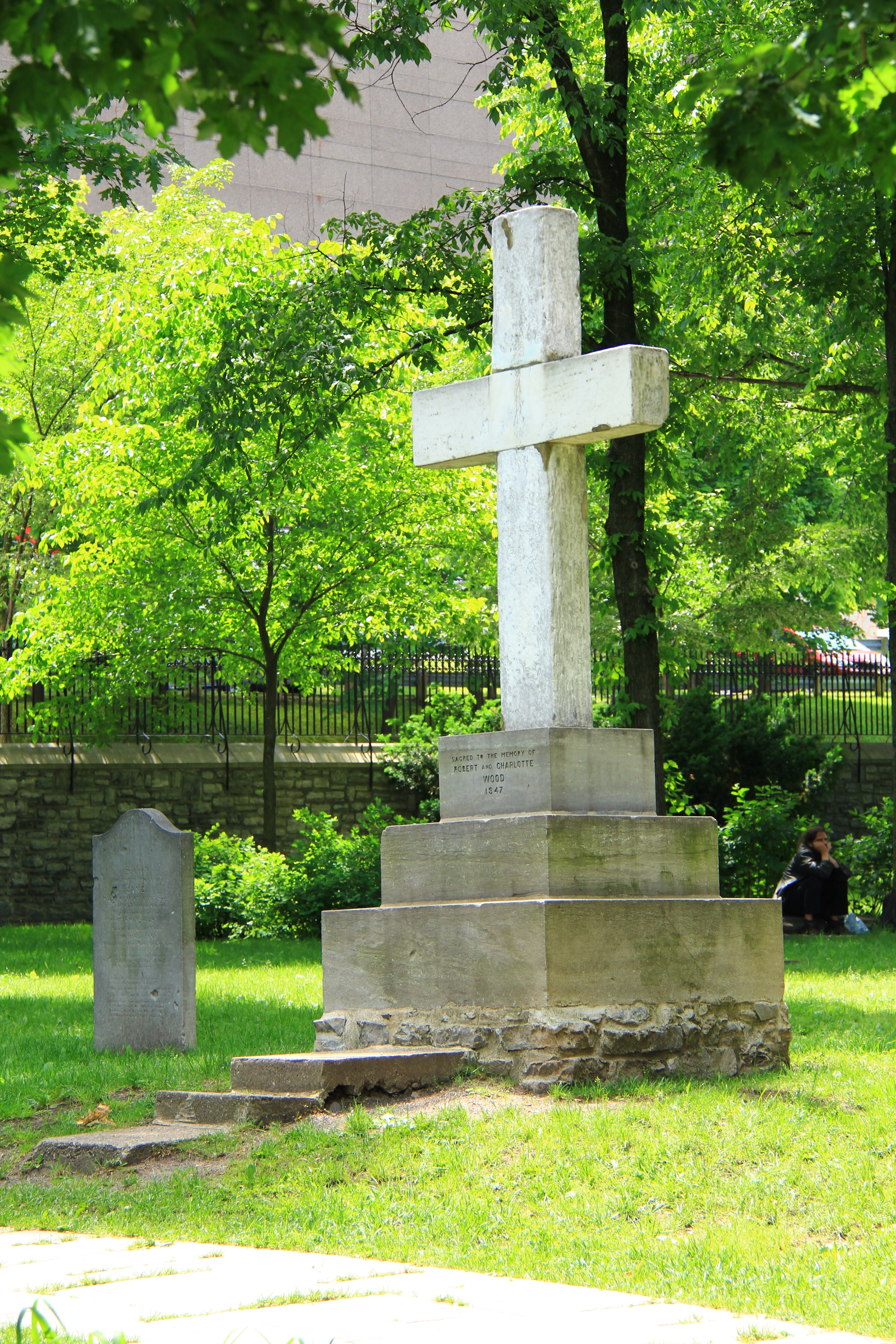
Plus grande pierre tombale
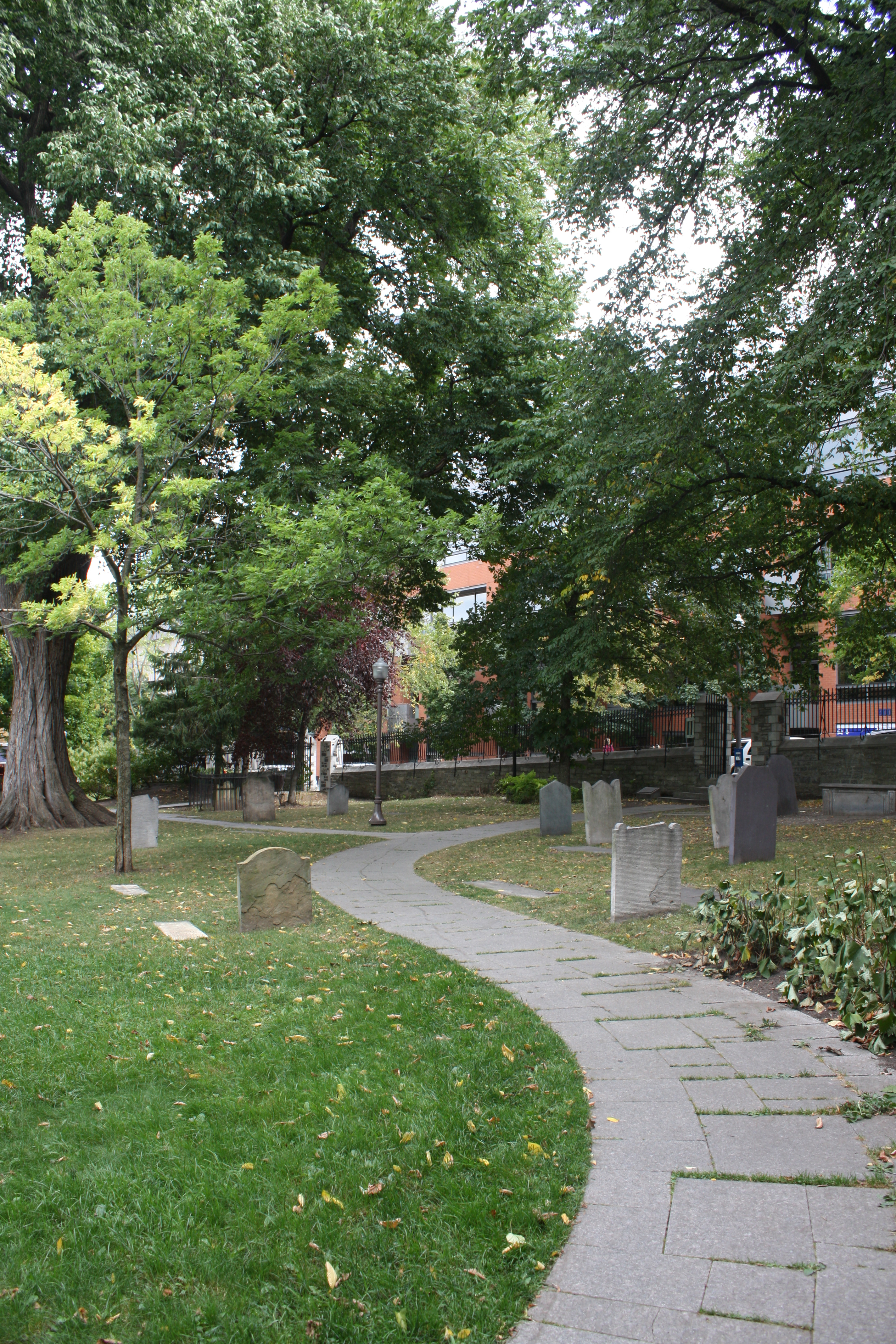
Allée centrale